# Mousa Ali
Mousa Ali (ar. موسى علي, fra. Mousa Alli , tal. Moussa Ali) je 2021 metar visok stratovulkan na tromeđi Etiopije, Eritreje i Džibutija. Vulkan je najviša točka u Džibutiju. Vrh vulkana odsječen je kalderom koja sadrži kupole od riolitske lave i tokove lave. Posljednja poznata erupcija dogodila se prije holocenske ere.
Mousa Ali se nalazi na tromeđi regije Tadjourah u Džibutiju, Južne crvenomorske regije u Eritreji i regije Afar u Etiopiji.

## Geografija
Planina ima dva različita vrha, od kojih je viši južni, s nadmorskom visinom od 2021 metara. Sjeverni vrh u Etiopiji ima nadmorsku visinu od 1871 metar. Oba vrha su odvojena velikom kalderom, širokom oko 1 km i dubokom 1514 metara. Mousa Ali, u sjevernom dijelu regije Velike rasjedne doline, ima Eritreju na sjevernom boku, Etiopiju na zapadu i Džibuti na istoku i jugu. Grad Dorra u Džibutu je 36 km jugo-jugoistočno, etiopski vulkan Manda-Inakir udaljen je 22 km prema jugozapadu, a cesta od etiopskog grada Mande do eritrejske luke Assab je 19 km prema sjeverozapadu.

## Flora i fauna
Planina je dom obilju divljih životinja, bujne vegetacije, cvjetajućeg grmlja i drveća te raznih biljaka.

## Povijest
U tom području žive dvije sekte Afara. Zajedno su poznati kao Adrúmmi, od 'Adó rum li ili "bijeli kao Bizantinci". Položaj Alija Mouse kao tromeđe između Etiopije, Eritreje i Džibutija nije rezultat sporazuma između triju zemalja. U prosincu 1948. godine, Britanci koji su upravljali Eritrejom odbili su prisustvovati sastanku s druge dvije strane kako bi se utvrdila točna lokacija njihove tromeđe, utvrđene ugovorom iz 1908. kao 60 km u unutrašnjosti od Crvenog mora. Britanska uprava nad Eritrejom završila je 1952., a s povećanjem etiopske uprave tijekom sljedećeg desetljeća i uključivanjem u Etiopiju od 1962. do 1993., granica je bila unutarnja, a ne međunarodna. Godine 2002. Komisija za granicu između Eritreje i Etiopije uspostavila je tromeđu na vrhu Mousa Ali; Etiopija je tražila da to bude istočnije, bliže Dadda'tou, Djibouti.

## Klima
Temperatura Mousa Alija obično se kreće od 7 °C do 17 °C u prosincu i siječnju, te 16 °C do 26 °C od lipnja do rujna. Vrijeme na planini može biti vrlo promjenjivo, ponekad i oštro.
| Klimatološki srednjaci za Mousa Ali | Klimatološki srednjaci za Mousa Ali | Klimatološki srednjaci za Mousa Ali | Klimatološki srednjaci za Mousa Ali | Klimatološki srednjaci za Mousa Ali | Klimatološki srednjaci za Mousa Ali | Klimatološki srednjaci za Mousa Ali | Klimatološki srednjaci za Mousa Ali | Klimatološki srednjaci za Mousa Ali | Klimatološki srednjaci za Mousa Ali | Klimatološki srednjaci za Mousa Ali | Klimatološki srednjaci za Mousa Ali | Klimatološki srednjaci za Mousa Ali | Klimatološki srednjaci za Mousa Ali |
| mjesec                              | sij                                 | velj                                | ožu                                 | tra                                 | svi                                 | lip                                 | srp                                 | kol                                 | ruj                                 | lis                                 | stu                                 | pro                                 |                                     |
| ----------------------------------- | ----------------------------------- | ----------------------------------- | ----------------------------------- | ----------------------------------- | ----------------------------------- | ----------------------------------- | ----------------------------------- | ----------------------------------- | ----------------------------------- | ----------------------------------- | ----------------------------------- | ----------------------------------- | ----------------------------------- |
| Izvor: Climate Data'                |                                     |                                     |                                     |                                     |                                     |                                     |                                     |                                     |                                     |                                     |                                     |                                     |                                     |